# A Different Kind of Tension
A Different Kind of Tension è il terzo album della punk band Buzzcocks, pubblicato nel 1979 dalla United Artists Records.

## Tracce
Testi e musiche di Pete Shelley, eccetto dove indicato.
1. Paradise – 2:23
2. Sitting Around at Home – 2:38 (Steve Diggle)
3. You Say You Don't Love Me – 2:55
4. You Know You Can't Help It – 2:22 (Diggle)
5. Mad Mad Judy – 3:35 (Diggle)
6. Raison D'etre – 3:32
7. I Don't Know What to Do with My Life – 2:43
8. Money – 2:45
9. Hollow Inside – 4:46
10. A Different Kind of Tension – 4:39
11. I Believe – 7:09
12. Radio Nine – 0:41

## Formazione
- Pete Shelley - voce e chitarra
- Steve Diggle - chitarra e voce
- Steve Garvey - basso
- John Maher - batteria